# Мішель Гуревич
Мішель Гуревич — канадська авторка-виконавиця, також відома під своїм колишнім сценічним ім'ям Chinawoman. На її музику вплинуло її російське походження; стиль Мішель описують як слоукор рок та «lo-fi поп». Найбільше фанатів виконавиця має у Східній Європі.

## Життя
Мішель Гуревич народилась в Торонто (провінція Онтаріо) у сім'ї російсько-єврейських мігрантів; рідною мовою для неї була російська. Батько Мішель був інженером у радянському Ленінграді, мати була балериною в балеті Маріїнського театру (фігурує в пісні Мішель «Russian's Ballerina»). Початково Гуревич хотіла стати кінорежисером та пропрацювала 10 років в індустрії, поки не змінила напрямок діяльності на музику. «Якось я спробувала написати пісню і виявила, що це не лише дешевше, а й значно легше в плані досягнення добрих результатів.»
Гуревич почала займатись звукозаписом у власній спальні. Сценічне ім'я «Chinawoman» було обрано як спонтанний жарт, коли програма GarageBand запитала у неї назву гурту.
Зі слів Мішель, натхненниками її творчості є Алла Пугачова, Адріано Челентано, Шарль Азнавур, Йоко Оно, Франсіс Ле, Ніно Рота, Ксав'є Долан, Тодор Кобаков, Дженніфер Касл та кінорежисер Федеріко Фелліні.
У 2012 році пісня «Lovers are Strangers» стала тематичним саундтреком до латвійського фільму Kolka Cool.
У 2013 році пісня «Russian Ballerina» була присутня у рекламі телефону Nokia Lumia 1020.
У 2014 році пісня Мішель «Party Girl» надихнула до створення французького фільму 2014 року Party Girl.
У 2020 році, Гуревич переїхала до Копенгаген, Данія разом зі своєю дружиною-датчанкою та їх 2-річною донькою.

## Дискографія

### Сингли
| Назва                 | Деталі       |
| --------------------- | ------------ |
| Russian Ballerina     | Видано: 2008 |
| Pure At Heart         | Видано: 2012 |
| Kiss in Taksim Square | Видано: 2013 |

### Студійні альбоми
| Назва                            | Деталі                                                         |
| -------------------------------- | -------------------------------------------------------------- |
| Party Girl                       | - Дата виходу: 1 квітня 2007 - Лейбл: Самостійне видавництво   |
| Show Me the Face                 | - Дата виходу: 25 березня 2010 - Лейбл: Самостійне видавництво |
| Let's Part in Style              | - Дата виходу: 24 лютого 2014 - Лейбл: Самостійне видавництво  |
| New Decadence                    | - Дата виходу: 28 вересня 2016 - Лейбл: Самостійне видавництво |
| Exciting Times                   | - Дата виходу: 2018 - Лейбл: Самостійне видавництво            |
| Ecstasy in the Shadow of Ecstasy | - Дата виходу: 2020 - Лейбл: Самостійне видавництво            |